# Редлих, Шимон
Шимо́н Ре́длих (2 апреля 1935 года, Львов, Польша) — еврейский историк и публицист. Исследователь истории евреев СССР, почётный профессор Университета им. Бен-Гуриона в Беэр-Шеве. Работает и проживает в Израиле.

## Биография
Во времена Холокоста и немецкой оккупации Тарнопольской области Украины, с 1941 по 1944 годы укрывался вместе с матерью Ханной в польской и украинской семьях, в городке Бжежаны (Дистрикт Галиция). Большинство членов семьи Шимона были уничтожены гитлеровцами.

См. также: Гетто в Бережанах
В 13-летнем возрасте принял участие в съёмках фильма «Наши дети» (идиш אונדזערע קינדער‎) — последней польской картины на языке идиш.
В 1950 году, в возрасте 15 лет эмигрировал в Израиль. До переезда жил в городе Лодзь (ПНР).
В Иерусалиме, в Еврейском университете получил степень бакалавра. Имеет степень магистра Гарвардского университета.
Учёную степень доктора наук защитил в Нью-Йоркском университете (Ph.D. New York University).
С 1985 года специализируется на изучении Холокоста и новейшей истории евреев Восточной Европы, России и СССР. До своей отставки в 2003 году, служил профессором Университета имени Бен-Гуриона в городе Беэр-Шева, Израиль.
Широкому кругу читателей известен по ряду работ об истории евреев СССР, сталинизме, украинско-еврейских и польско-еврейских отношениях.
В 1985 году на международной конференции в университете города Торонто выступал с докладом: «Шептицкий и евреи во времена Второй мировой войны». Несколько раз ходатайствовал о присвоении Шептицкому звания «Праведник мира».
Неоднократно издавался в США, Европе, Израиле и на Украине.

## Награды
- Орден «За заслуги» III степени (12 ноября 2007 года, Украина) — за весомый личный вклад в развитие украинско-израильских связей, многолетнюю плодотворную общественную деятельность[3].

## Статьи и публикации
- Проф. Шимон Редлих: «Шептицкий отрицал расистское мышление» // NewsWe.com. — 2010.